# Тарґова-Ґурка
Тарґова-Ґурка (пол. Targowa Górka) — село в Польщі, у гміні Некля Вжесінського повіту Великопольського воєводства.
Населення — 554 особи (2011).
У 1975-1998 роках село належало до Познанського воєводства.

## Демографія
Демографічна структура станом на 31 березня 2011 року:
|          | Загалом | Допрацездатний вік | Працездатний вік | Постпрацездатний вік |
| -------- | ------- | ------------------ | ---------------- | -------------------- |
| Чоловіки | 282     | 79                 | 189              | 14                   |
| Жінки    | 272     | 69                 | 164              | 39                   |
| Разом    | 554     | 148                | 353              | 53                   |